# Полигусовский сельсовет
Полигусовский сельсовет — административно-территориальная единица, выделявшаяся в составе Байкитского района. Впоследствии территориальная единица в составе того же и в дальнейшем Эвенкийского района.

## История
Информация о времени образования сельсовета разнится. Один и тот же источник указывает:
- «... С 1934 года Эвенкийский национальный округ являлся составной частью Красноярского края и состоял из трёх районов: Илимпийского, Байкитского и Тунгусско-Чунского и 17 сельских советов: Нидымский, Учамский, Тутончанский, Ногинский, Кислоканский, Экондинский, Чириндинский, Ессейский, Ванаварский, Стрелковский, Чемдальский, Муторайский, Байкитский, Куюмбинский, Ошаровский, Полигусовский, Суломайский»;
- «Фактория Полигус образована в 1920 году Георгием Константиновичем Низовцевым. В 1924 году образован Полигусовский родовой Совет. В 1932 году вместо прежних родовых Советов созданы Кочевые Советы. Одним из первых кочевых советов в округе являлся Полигусовский Кочевой Совет, а впоследствии Полигусовский сельский Совет депутатов трудящихся. С 1977 года, со дня принятия новой Конституции СССР, Советы стали называться Советы народных депутатов».

1 января 1992 года Полигусовский сельсовет был упразднён, на его месте были образована администрация посёлка Полигус (Полигус, Учами) и Бурненская поселковая администрация (Бурный).
Законом Эвенкийского автономного округа от 07.10.1997 № 63 сельсовет был утверждён как территориальная единица.
С 1 ноября 2004 года на территории Эвенкийского автономного округа был образован Эвенкийский муниципальный район, в границах сельсовета было образовано сельское поселение посёлок Полигус.
Административный район был образован в 2006 году и в его составе Полигусовский сельсовет сохранялся до 2010 года.
В 2010 году были приняты Закон об административно-территориальном устройстве и реестр административно-территориальных единиц и территориальных единиц Красноярского края, провозгласившие отсутствие сельсоветов в Таймырском Долгано-Ненецком и Эвенкийском районах как административно-территориальных единицах с особым статусом, посёлок Полигус непосредственно вошёл в состав Эвенкийского района как административно-территориальной единицы с особым статусом.
Сельсовет выделялся как единица статистического подсчёта до 2002 года.
В ОКАТО сельсовет как объект административно-территориального устройства выделялся до 2011 года.

## Состав
| № | Населённый пункт | Тип населённого пункта | Население |
| - | ---------------- | ---------------------- | --------- |
| 1 | Полигус          | посёлок                | ↘158      |
| 2 | Учами            | посёлок (фактория)     |           |

Посёлок Бурный в состав сельсовета входил с начала 1950-х.

### Упразднённые населённые пункты
В 2010 году посёлок Учами в учётные данные административно-территориального устройства Красноярского края от 10 июня 2010 года не попал.